# Österreichische Staatsmeisterschaften im Kunstturnen 2014
Die Österreichischen Staatsmeisterschaften 2014 im Kunstturnen fanden im Team am 29. März 2014 in der Linzer TipsArena, und die im Einzel am 22. und 23. November 2014 in  der Sporthalle Lustenau statt. Veranstalter war der Österreichische Fachverband für Turnen, die Ausrichter waren der Oberösterreichische Fachverband für Turnen und die Turnerschaft Jahn Lustenau.

## Team

### Programm und Zeitplan
| Datum         | Uhrzeit               | Wettkampf               |
| ------------- | --------------------- | ----------------------- |
| Fr., 28. März | 10:00 Uhr – 19:00 Uhr | Freies Training         |
| Fr., 28. März | 19:30 Uhr – 19:00 Uhr | Technische Besprechung  |
| Sa., 29. März | 09:00 Uhr             | Wettkampf Subdivision A |
| Sa., 29. März | 12:30 Uhr             | Wettkampf Subdivision B |
| Sa., 29. März | 16:00 Uhr             | Wettkampf Subdivision C |
| Sa., 29. März | 18:45 Uhr             | Siegerehrung            |

### Ergebnis Frauen
| Rang               | Team                | Athletin               | Sprung | Stufenbarren | Balken | Boden   | Gesamt  |
| ------------------ | ------------------- | ---------------------- | ------ | ------------ | ------ | ------- | ------- |
|                    | Vorarlberg I        | Elisa Hämmerle         | 13.725 | 12.375       | 12.700 | 12.875  |         |
| Olivia Jochum      | Vorarlberg I        | 12.550                 | 11.200 | 12.825       | 12.225 |         |         |
| Tamara Stadelmann  | Vorarlberg I        |                        |        |              | 11.700 | 148.275 |         |
| Ceyda Sirbu        | Vorarlberg I        | 12.300                 |        | 11.100       |        |         |         |
| Katharina Fa       | Vorarlberg I        |                        | 12.700 |              |        |         |         |
|                    | Tirol               | Jessica Stabinger      | 13.525 | 12.875       | 12.925 | 13.100  |         |
| Jasmin Mader       | Tirol               | 13.675                 | 11.200 | 12.825       | 12.650 |         |         |
| Hanna Grosch       | Tirol               |                        | 10.375 | 11.325       | 10.500 | 146.300 |         |
| Mara Glabonjat     | Tirol               | 12.200                 | 10.875 |              |        |         |         |
| Christina Meixner  | Tirol               |                        |        | 12.275       |        |         |         |
|                    | Niederösterreich I  | Marlies Männersdorfer  | 12.700 | 10.400       | 11.900 | 11.925  |         |
| Linda Hamersak     | Niederösterreich I  | 12.375                 |        | 11.250       | 11.025 | 135.475 |         |
| Selina Kickinger   | Niederösterreich I  |                        | 10.275 | 10.275       | 10.750 |         |         |
| Jaqueline Kotrnetz | Niederösterreich I  | 12.225                 | 10.375 |              |        |         |         |
| 4                  | Wien I              | Beatrice Stritzl       | 12.575 | 10.350       | 11.450 | 12.075  |         |
| 4                  | Wien I              | Bianca Frysak          | 12.500 | 10.400       | 10.325 | 11.725  |         |
| 4                  | Wien I              | Xenia Samstag          |        | 8.650        | 10.725 | 11.000  | 134.025 |
| 4                  | Wien I              | Kathrin Pappenscheller | 12.500 |              |        |         |         |
| 4                  | Wien I              | Olivia Wasik           |        |              |        |         |         |
| 5                  | Oberösterreich      | Katharina Kern         | 12.375 | 10.100       | 9.425  | 11.350  |         |
| 5                  | Oberösterreich      | Michaela Eidenberger   | 12.675 | 9.350        | 9.900  | 11.075  |         |
| 5                  | Oberösterreich      | Nadine Ratschiller     |        |              |        |         | 128.250 |
| 5                  | Oberösterreich      | Daniela Havelka        | 12.625 |              |        | 10.275  |         |
| 5                  | Oberösterreich      | Tamara Graf            |        | 7.825        | 11.275 |         |         |
| 6                  | Vorarlberg II       | Johanna Schwärzler     | 12.250 | 8.600        | 11.075 | 10.725  |         |
| 6                  | Vorarlberg II       | Verena Schoch          | 12.225 | 7.075        | 10.425 | 9.825   |         |
| 6                  | Vorarlberg II       | Fabienne Kostelac      | 12.175 |              | 9.975  |         | 122.775 |
| 6                  | Vorarlberg II       | Celine Brunner         |        | 7.475        |        |         |         |
| 6                  | Vorarlberg II       | Süheyda Öczelik        |        |              |        | 10.950  |         |
| 7                  | Wien II             | Hannah Schmid          | 12.100 | 7.725        | 10.500 | 10.625  |         |
| 7                  | Wien II             | Lisa Born              | 12.125 | 6.725        | 9.700  | 11.400  | 120.600 |
| 7                  | Wien II             | Megan Leybourne        | 12.200 |              | 9.875  |         |         |
| 7                  | Wien II             | Jasmin Lejsek          |        | 7.475        |        | 10.150  |         |
| 8                  | Niederösterreich II | Klara Reisel           | 12.125 | 8.250        | 8.400  | 10.700  |         |
| 8                  | Niederösterreich II | Alexandra Tumarova     | 11.675 | 3.225        | 11.225 | 10.300  | 111.600 |
| 8                  | Niederösterreich II | Isabel Wöckl           |        | 6.600        | 8.750  | 8.950   |         |
| 8                  | Niederösterreich II | Alexandra Praska       | 11.400 | 7.475        |        |         |         |

### Ergebnis Männer
| Rang                  | Team           | Athlet               | Boden  | Pauschenpferd | Ringe  | Sprung | Barren | Reck    | Gesamt  |
| --------------------- | -------------- | -------------------- | ------ | ------------- | ------ | ------ | ------ | ------- | ------- |
|                       | Vorarlberg I   | Florian Braitsch     | 13.700 | 12.350        | 12.550 | 13.100 | 13.600 | 12.350  |         |
| Fabio Sereinig        | Vorarlberg I   |                      |        |               |        | 13.200 | 12.700 |         |         |
| Paul Hagen            | Vorarlberg I   | 13.750               | 12.950 | 10.550        | 11.700 |        |        |         |         |
| Matthias Schwab       | Vorarlberg I   | 13.200               | 12.200 |               | 13.950 | 13.450 |        | 235.350 |         |
| Michael Fußenegger    | Vorarlberg I   |                      |        | 14.150        | 14.400 |        |        |         |         |
| Alexander Burtscher   | Vorarlberg I   |                      |        |               |        |        | 13.200 |         |         |
|                       | Oberösterreich | Severin Kranzlmüller | 13.850 | 12.150        | 13.450 | 13.250 | 13.300 | 13.100  |         |
| Lukas Kranzlmüller    | Oberösterreich | 13.750               | 12.850 | 12.800        | 13.550 | 12.650 | 12.550 |         |         |
| Tamerlan Tschutschaew | Oberösterreich | 13.250               | 11.100 | 11.900        | 12.800 |        |        | 231.400 |         |
| Tim Kirchmayr         | Oberösterreich |                      |        |               |        | 12.700 | 12.400 |         |         |
| Marco Mayr            | Oberösterreich |                      |        |               |        |        |        |         |         |
|                       | Vorarlberg II  | Dirk Kathan          | 13.150 | 13.450        |        | 12.200 |        | 11.800  |         |
| Lorenz Rüf            | Vorarlberg II  |                      | 12.400 |               |        | 13.150 |        |         |         |
| Maximilian Tamegger   | Vorarlberg II  |                      |        | 10.750        |        |        |        |         |         |
| David Kathan          | Vorarlberg II  | 13.200               |        | 10.700        | 12.800 | 13.200 | 12.700 | 227.600 |         |
| Johannes Schwab       | Vorarlberg II  | 13.750               | 11.700 |               | 13.450 |        | 13.400 |         |         |
| Lukas Konzett         | Vorarlberg II  |                      |        | 12.750        |        | 13.050 |        |         |         |
| 4                     | Tirol          | Johannes Mairoser    | 13.500 | 12.550        | 12.650 | 13.650 | 13.350 | 12.650  |         |
| 4                     | Tirol          | Daniel Kopeinik      |        | 13.600        | 12.300 | 13.300 | 12.900 | 12.250  |         |
| 4                     | Tirol          | Manuel Arnold        |        |               | 10.750 |        | 13.000 |         |         |
| 4                     | Tirol          | Askhab Matiev        | 12.950 | 11.300        | 10.750 |        |        |         | 225.900 |
| 4                     | Tirol          | Eric Simionescu      |        |               |        | 13.450 |        | 13.400  |         |
| 4                     | Tirol          | Daniel Zander        | 12.700 |               |        | 11.600 | 13.050 | 10.900  |         |
| 5                     | Steiermark     | Vinzenz Höck         | 13.000 | 12.850        | 14.400 | 13.600 | 12.550 | 12.650  |         |
| 5                     | Steiermark     | Alexander Benda      |        | 11.050        | 11.150 | 13.350 | 12.600 | 13.750  |         |
| 5                     | Steiermark     | Nikolaus Vertacnik   |        | 9.850         |        |        | 12.550 | 11.300  | 220.150 |
| 5                     | Steiermark     | Maximilian Chanterie | 11.300 |               | 10.500 |        |        |         |         |
| 5                     | Steiermark     | Florian Ascher       | 12.450 |               |        | 12.550 |        |         |         |

## Einzel

### Programm und Zeitplan
| Datum            | Uhrzeit       | Turnerinnen                                           | Turner                                       |
| ---------------- | ------------- | ----------------------------------------------------- | -------------------------------------------- |
| Fr, 21. November | 15:00 – 20:00 | Trainingsmöglichkeit in der Wettkampfhalle            | Trainingsmöglichkeit in der Wettkampfhalle   |
| Sa, 22. November | 8:25 – 8:45   | Aufwärmen Juniorinnen                                 | Aufwärmen und Einturnen                      |
| Sa, 22. November | 8:45 – 10:05  | Einturnen (15 min. pro Gerät)                         | Junioren + Allg. K. Junioren                 |
| Sa, 22. November | 10:10 – 10:20 | Line Up + Begrüßung                                   | Line Up + Begrüßung                          |
| Sa, 22. November | 10:20 – 12:50 | Wettkampf Juniorinnen                                 | Wettkampf Jun. + AK Jun.                     |
| Sa, 22. November | 13:05 – 13:20 | Siegerehrungen Juniorinnen                            | Siegerehrungen Junioren                      |
| Sa, 22. November | 13:25 – 13:45 | Aufwärmen Elite                                       | Aufwärmen und Einturnen Elite                |
| Sa, 22. November | 13:45 – 14:45 | Einturnen (12 min. pro Gerät)                         | Aufwärmen und Einturnen Elite                |
| Sa, 22. November | 14:50 – 15:00 | Line Up + Begrüßung                                   | Line Up + Begrüßung                          |
| Sa, 22. November | 15:00 – 16:45 | Wettkampf Elite                                       | Wettkampf Elite                              |
| Sa, 22. November | 17:00 – 17:20 | Siegerehrungen Elite                                  | Siegerehrungen Elite                         |
| Sa, 22. November | 17:20 – 17:40 | Aufwärmen AKl. + Allg. Jun. Kl.                       |                                              |
| Sa, 22. November | 17:40 – 18:25 | Einturnen (12 min. pro Gerät)                         |                                              |
| Sa, 22. November | 18:30 – 18:40 | Line Up + Begrüßung                                   |                                              |
| Sa, 22. November | 18:40 – 20:45 | Wettkampf AKl. + Allg. Jun. Kl.                       |                                              |
| Sa, 22. November | 20:55 – 21:15 | Siegerehrungen                                        |                                              |
| So, 23. November | 8:45 – 9:15   | Einturnen VT+UB                                       | Einturnen FX+PH+SR                           |
| So, 23. November | 9:15 – 9:20   | Line Up + Begrüßung                                   | Line Up + Begrüßung                          |
| So, 23. November | 9:30 – 9:50   | Sprung Finale Juniorinnen                             | Boden Finale Elite + Pferd Finale Junioren   |
| So, 23. November | 9:55 – 10:15  | Sprung Finale Elite + Stufenbarren Finale Juniorinnen | Pferd Finale Elite + Ringe Finale Junioren   |
| So, 23. November | 10:20 – 10:40 | Stufenbarren Finale Elite                             | Ringe Finale Elite + Boden Finale Junioren   |
| So, 23. November | 10:45 – 11:15 | Siegerehrungen                                        | Siegerehrungen                               |
| So, 23. November | 11:20 – 11:50 | Einturnen BB+FX                                       | Einturnen VT+PB+HB                           |
| So, 23. November | 11:55 – 12:15 | Balken Finale Juniorinnen                             | Sprung Finale Elite + Barren Finale Junioren |
| So, 23. November | 12:20 – 12:40 | Balken Finale Elite + Boden Finale Juniorinnen        | Barren Finale Elite + Reck Finale Junioren   |
| So, 23. November | 12:45 – 13:05 | Boden Finale Elite                                    | Reck Finale Elite + Sprung Finale Junioren   |
| So, 23. November | 13:10 – 13:45 | Siegerehrungen                                        | Siegerehrungen                               |

### Ergebnisse Frauen

#### Einzelmehrkampf

##### Juniorinnen
| Rang | Athletin                                       | Sprung | Stufenbarren | Balken | Boden  | Gesamt |
| ---- | ---------------------------------------------- | ------ | ------------ | ------ | ------ | ------ |
| 1    | Bianca Frysak (ÖTB Langenzersdorf)             | 13.300 | 11.600       | 11.850 | 11.300 | 48.050 |
| 2    | Erja Metzler (Turnerschaft Wolfurt)            | 11.850 | 10.000       | 11.050 | 12.950 | 45.850 |
| 3    | Linda Hamersak (ATSV Ternitz)                  | 12.450 | 8.800        | 12.650 | 11.300 | 45.200 |
| 4    | Olivia Wasik (Sportunion West Wien)            | 13.100 | 9.950        | 10.500 | 11.600 | 45.150 |
| 5    | Beatrice Stritzl (Sportunion West Wien)        | 12.800 | 10.850       | 9.800  | 11.600 | 45.050 |
| 6    | Tamara Stadelmann (Turnerschaft Jahn Lustenau) | 12.250 | 10.450       | 10.050 | 11.850 | 44.600 |
| 7    | Xenia Samstag (Turnverein MTV Hernals)         | 12.150 | 9.100        | 10.950 | 11.750 | 43.950 |
| 8    | Klara Reise (SV VB Gym Gänserndorf)            | 11.550 | 9.200        | 12.250 | 10.550 | 43.550 |
| 9    | Nadine Ratschiller (ASKÖ Kleinmünchen)         | 12.000 | 9.000        | 11.450 | 10.750 | 43.200 |
| 10   | Johanna Schwärzler (Turnsportzentrum Dornbirn) | 12.400 | 8.400        | 9.950  | 11.800 | 42.550 |
| 11   | Lara König (Turnerschaft Wolfurt)              | 12.750 | 9.150        | 9.150  | 11.350 | 42.400 |

| Rang | Athletin                                      | Sprung | Stufenbarren | Balken | Boden  | Gesamt |
| ---- | --------------------------------------------- | ------ | ------------ | ------ | ------ | ------ |
| 12   | Tamara Graf (Sportunion Linz Stadt)           | 11.450 | 8.850        | 10.600 | 11.450 | 42.350 |
| 13   | Celine Brunner (Technoplast TS Höchst)        | 12.150 | 8.850        | 10.800 | 10.800 | 41.950 |
| 14   | Lisa Born (TSV Jedlesee)                      | 12.400 | 7.400        | 10.300 | 10.950 | 41.050 |
| 15   | Kathrin Pappenscheller (TSV Jedlesee)         | 12.450 | 7.150        | 9.300  | 10.700 | 39.600 |
|      | Verena Schoch (Turnsportzentrum Dornbirn)     | 11.350 | 7.500        | 10.250 | 10.500 | 39.600 |
| 17   | Julia Lener (Innsbrucker Turnverein)          | 11.550 | 6.600        | 10.150 | 9.850  | 38.150 |
| 18   | Celina Karner (Kunstturnclub Klagenfurt)      | 11.150 | 8.050        | 8.600  | 9.300  | 37.100 |
| 19   | Fabienne Kostelac (Turnsportzentrum Dornbirn) | 12.450 |              | 9.600  |        | 22.050 |
| 20   | Selina Kickinger (Sportunion Böheimkirchen)   |        | 9.950        | 10.600 |        | 20.550 |
| 21   | Megan Leybourne (Sportunion West Wien)        |        | 8.450        | 9.250  |        | 17.700 |